# Darcy Wakaluk
Darcy W. Wakaluk (Kanada, Alberta, Pincher Creek, 1966. március 14. –) profi jégkorongozó kapus.

## Karrier
Komolyabb junior karrierjét a WHL-es Kelowna Wingsban kezdte 1983–1984-ben. A Buffalo Sabres választotta ki őt az 1984-es NHL-drafton a hetedik körben a 144. helyen. A WHL-ben 1986-ig játszott és az utolsó idényben a Spokane Chiefs volt kapus. 1986–1987-ben már a felnőttek között az AHL-ben a Rochester Americansban védett de mindőssze 11 mérkőzésen lépett jégre. A következő szezonban is ebben a csapatban játszott és ekkor már 55 mérkőzésen védhetett. Az 1988–1989-es szezonban már helyett bemutatkozhatott az NHL-ben a Buffalo Sabresben hat mérkőzésen majd visszakerült a Rochester Americansba. A következő szezonban 16 mérkőzésen kapott szerepet a Sabresben és a szezon többi részét ismét a Rochester Americansban játszotta le. 1991. május 26-án a Minnesota North Starshoz került. 1991–1992-ben egy mérkőzésre leküldték az IHL-es Kalamazoo Wingsbe de 36 mérkőzésen védhette a North Stars színeit. A következő idényben is tartalék kapus volt a Minnesotában és csak 29 meccsen játszhatott. Mikor a Minnesota North Stars elköltözött Dallasba, és így létre jött a Dallas Stars mint új csapat, ő is ment és 1996-ig volt kerettag. 1996. július 23-án a Phoenix Coyoteshoz igazolt mint szabad ügynök. 1997. január 4-én súlyos térdsérülést szenvedett a Washington Capitals ellen és emiatt a vissza kellett vonulnia.
1987. december 6-án ő lett az első kapus az AHL-ben, aki gólt ütött.

## Díjai
- Calder-kupa: 1987
- Harry 'Hap' Holmes-emlékdíj: 1991 (megosztva David Littmannal)

## Karrier statisztika

### Alapszakasz
| Szezon          | Csapat                | Liga            | MSz | GY | V  | D  | Idő  | KG  | SO | KG/M |
| --------------- | --------------------- | --------------- | --- | -- | -- | -- | ---- | --- | -- | ---- |
| 1982–1983       | Pincher Creek Oilers  | AJHL            | 38  |    |    |    | 2280 | 116 | 0  | 3.05 |
| 1983–1984       | Spokane Chiefs        | WHL             | 31  | 2  | 22 | 0  | 1555 | 163 | 0  | 6.29 |
| 1984–1985       | Kelowna Wings         | WHL             | 54  | 19 | 30 | 4  | 3094 | 244 | 0  | 4.73 |
| 1985–1986       | Spokane Chiefs        | WHL             | 47  | 21 | 22 | 1  | 2562 | 224 | 1  | 5.25 |
| 1986–1987       | Flint Spirits         | IHL             | 9   |    |    |    |      |     |    |      |
| 1986–1987       | Rochester Americans   | AHL             | 11  | 2  | 2  | 0  | 545  | 26  | 0  | 2.86 |
| 1987–1988       | Rochester Americans   | AHL             | 55  | 27 | 16 | 3  | 2763 | 159 | 0  | 3.45 |
| 1988–1989       | Buffalo Sabres        | NHL             | 6   | 1  | 3  | 0  | 214  | 15  | 0  | 4.21 |
| 1988–1989       | Rochester Americans   | AHL             | 33  | 11 | 14 | 0  | 1566 | 97  | 1  | 3.72 |
| 1989–1990       | Rochester Americans   | AHL             | 56  | 31 | 16 | 4  | 3095 | 173 | 2  | 3.35 |
| 1990–1991       | Buffalo Sabres        | NHL             | 16  | 4  | 5  | 3  | 630  | 35  | 0  | 3.32 |
| 1990–1991       | Rochester Americans   | AHL             | 26  | 10 | 10 | 3  | 1363 | 68  | 4  | 2.99 |
| 1991–1992       | Minnesota North Stars | NHL             | 36  | 13 | 19 | 1  | 1905 | 104 | 1  | 3.28 |
| 1991–1992       | Kalamazoo Wings       | IHL             | 1   | 1  | 0  | 0  | 60   | 7   | 0  | 7.00 |
| 1992–1993       | Minnesota North Stars | NHL             | 29  | 10 | 12 | 5  | 1596 | 97  | 1  | 3.65 |
| 1993–1994       | Dallas Stars          | NHL             | 36  | 18 | 9  | 6  | 2000 | 88  | 3  | 2.64 |
| 1994–1995       | Dallas Stars          | NHL             | 15  | 4  | 8  | 0  | 754  | 40  | 2  | 3.18 |
| 1995–1996       | Dallas Stars          | NHL             | 37  | 9  | 16 | 5  | 1875 | 106 | 1  | 3.39 |
| 1996–1997       | Phoenix Coyotes       | NHL             | 16  | 8  | 3  | 1  | 789  | 39  | 1  | 2.99 |
| NHL Összesített | NHL Összesített       | NHL Összesített | 191 | 67 | 75 | 21 | 9756 | 524 | 9  | 3.22 |

### Rájátszás
| Szezon          | Csapat              | Liga            | MSz | GY | V | Idő  | KG | SO | KG/M |
| --------------- | ------------------- | --------------- | --- | -- | - | ---- | -- | -- | ---- |
| 1984–1985       | Kelowna Wings       | WHL             | 5   | 1  | 4 | 282  | 22 | 0  | 4.68 |
| 1985–1986       | Spokane Chiefs      | WHL             | 7   | 3  | 4 | 419  | 37 | 0  | 5.30 |
| 1986–1987       | Rochester Americans | AHL             | 5   | 2  | 0 | 141  | 11 | 0  | 4.68 |
| 1987–1988       | Rochester Americans | AHL             | 6   | 3  | 3 | 328  | 22 | 0  | 4.02 |
| 1989–1990       | Rochester Americans | AHL             | 17  | 10 | 6 | 1001 | 50 | 0  | 3.01 |
| 1990–1991       | Buffalo Sabres      | NHL             | 2   | 0  | 1 | 37   | 2  | 0  | 3.24 |
| 1990–1991       | Rochester Americans | AHL             | 9   | 6  | 3 | 544  | 30 | 0  | 3.31 |
| 1993–1994       | Dallas Stars        | NHL             | 5   | 4  | 1 | 307  | 15 | 0  | 2.93 |
| 1994–1995       | Dallas Stars        | NHL             | 1   | 0  | 0 | 20   | 1  | 0  | 3.00 |
| NHL Összesített | NHL Összesített     | NHL Összesített | 8   | 4  | 2 | 364  | 18 | 0  | 2.97 |